# Geissgratflue
Geissgratflue är en bergstopp i Schweiz.   Den ligger i distriktet Emmental och kantonen Bern, i den centrala delen av landet, 30 km öster om huvudstaden Bern. Toppen på Geissgratflue är 1 332 meter över havet, eller 40 meter över den omgivande terrängen. Bredden vid basen är 0,31 km.
Terrängen runt Geissgratflue är huvudsakligen lite kuperad. Närmaste större samhälle är Langnau, 9,0 km sydväst om Geissgratflue. 
I omgivningarna runt Geissgratflue växer i huvudsak blandskog. Runt Geissgratflue är det ganska glesbefolkat, med 47 invånare per kvadratkilometer.